# Newent Onion Fayre

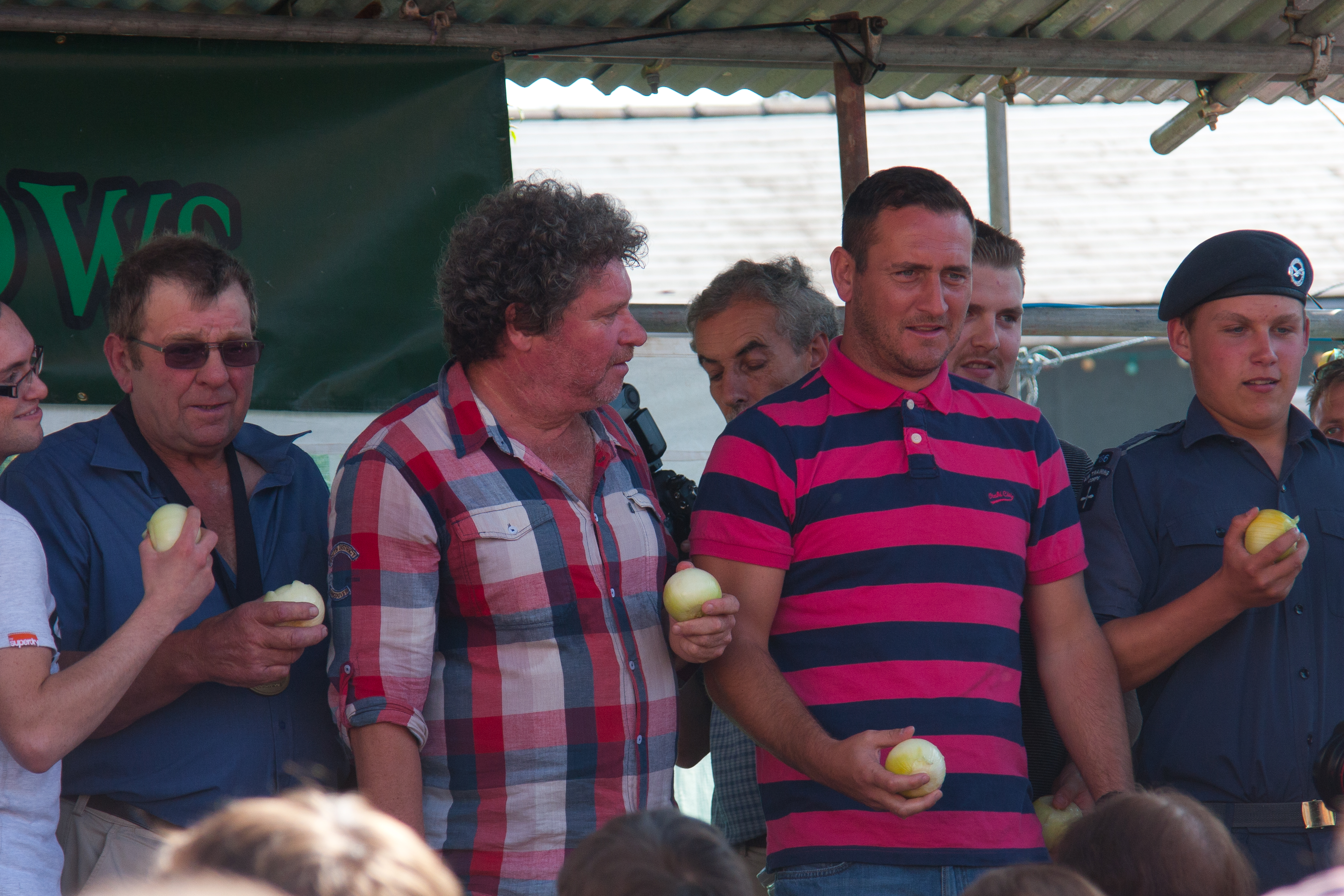
Rory McGrath y Will Mellor participando en el concurso de comer cebollas en 2012.

La Newent Onion Fayre («Feria de la cebolla de Newent») fue una feria celebrada en Newent, Gloucestershire, Inglaterra, desde la época medieval hasta 1939. La feria se revivió en 1996 pero se canceló en 2022, como resultado de la disminución del apoyo tras la pandemia de COVID-19. La feria contó con una muestra de verduras, hasta 150 comerciantes y un concurso de comer cebolla cruda. El festival revivido atrajo hasta 15 000 asistentes.

## Historia
La feria se remonta a una carta del siglo XIII que otorgaba a Newent el derecho a celebrar un mercado y dos ferias anuales. Las ferias tenían un carácter más general, pero la que se celebraba en septiembre se conoció más tarde como la feria de la cebolla después de asociarse con los comerciantes que traían la verdura de Evesham, Worcestershire. Las cebollas se vendían a ganaderos galeses que llevaban los animales al mercado de Gloucester. El consejo del condado de Gloucestershire dice que tiene documentos que indican que la primera de estas ferias se llevó a cabo en 1253 o 1313. El folclore local también afirma que los vendedores de cebollas del norte de Francia visitaron la feria.
En el período temprano, las lápidas de piedra en el cementerio de la iglesia de Santa María se cubrieron con manteles para que sirvieran como puestos de mercado. En el siglo XIX, el precio de las cebollas vendidas en la feria de Newent estableció un estándar para los vendedores en Birmingham, Gloucester y Gales del Sur. A mediados del siglo XIX la feria sirvió también como lugar de venta de ganado, especialmente ovino. Una feria de placer también funcionó en el evento y, a principios del siglo XX, la prensa local había notado que se había convertido en el evento principal de la feria de la cebolla. Un informe del Worcestershire Chronicle sobre la feria de 1899 lamentaba que solo se vendiera un envío de cebollas y que la plaza del mercado estuviera ocupada en gran parte por atracciones. El Gloucestershire Echo en 1900 comentó que la parte comercial de la feria de la cebolla se estaba «convirtiendo en una cosa del pasado» y que ese año cinco envíos de cebollas, por un total de menos de 0,5 toneladas fueron vendidos. The Hereford Journal señaló que sólo unos pocos quintales (una unidad de peso equivalente a 50,8 kg) se vendieron en la feria de 1905.
En la década de 1900, los ministros de religión de la ciudad se reunieron para celebrar un servicio especial para atender a los espectáculos ambulantes de la feria del placer. La feria sufrió un declive en los años posteriores a la Primera Guerra Mundial (1914-1918) y casi se extinguió en la década de 1930. La última feria se celebró en 1939 debido al estallido de la Segunda Guerra Mundial y no se reanudó con la paz de 1945.

## Renacimiento (1996-2022)
La feria fue traída de vuelta como la Newent Onion Fayre por los lugareños en 1996. La feria, que en los primeros años a veces se celebraba junto con una fiesta de la cerveza, se celebraba el segundo sábado de septiembre entre las 10 am y 5 pm.
El evento contó con puestos de mercado relacionados con la cebolla, una carrera de cebollas para niños, un concurso de comer cebollas, un espectáculo de verduras y una feria del placer. Se cree que fue el mayor evento británico relacionado con la cebolla y atrajo hasta 150 puestos y 15 000 visitantes, más del doble de la población de la ciudad. La exhibición de vegetales estaba afiliada a la Sociedad Nacional de Vegetales y presentaba todo tipo de allium. Incluyó una competencia de personajes vegetales que contó con tortugas y caracoles hechos con cebollas y una representación del exministro del gabinete Jacob Rees-Mogg hecha con puerros. La feria también contó con actuaciones musicales y en 1999 fue inaugurada por el grupo de música country The Wurzels.
La competencia de comer fue ganada por el competidor que pudo comer una cebolla cruda más rápido. Los competidores en la categoría masculina tenían que comer una cebolla de 7 onzas (0,2 kg) y las de categoría femenina una de 5 onzas (0,1 kg). A los competidores se les permitió hacer pasar la cebolla con media pinta de bitter. En el evento de 2000 más de 6 toneladas de cebollas se vendían o se comían.
La pandemia de COVID-19 provocó que la feria se suspendiera a partir de 2020 y, en 2022, se canceló definitivamente y los organizadores culparon a la falta de apoyo tras la pandemia.